# 灵璧站
灵璧站，位于中华人民共和国安徽省宿州市灵璧县，是宿淮铁路上的火车站，于2013年12月30日开通货运、2014年12月10日开通客运，由上海局集团淮北车务段管辖。

## 歷史
- 2013年12月30日开通货运。
- 2014年12月10日办理客运业务。

## 旅客列车目的地
车站目前仅有一对列车停靠，往来郑州站与启东站，为T142/143、T144/141次列车。

## 車站周邊
- 泗宿高速公路

## 外部連結
- 中国铁路客户服务中心 （页面存档备份，存于）